# Fotbollsgalan 2000
Fotbollsgalan 2000 hölls på Cirkus i Stockholm måndagen den 13 november 2000 och var den 6:e Fotbollsgalan i ordningen. Programledare var Mats Nyström. SVT sände. Svante Persson var kapellmästare.
När Tina Nordlund, som tilldelats Diamantbollen, skulle motta sitt pris förklarade hon att hon tyckte damfotbollen fick för lite publicitet i medierna.
| ” | Jaha, det var ju roligt det här... Att få vara med på TV alltså, det är inte så ofta vi damspelare får vara det | „ |
| – Tina Nordlund i samband med mottagandet av Diamantbollen under Fotbollsgalan på Cirkus i Stockholm, 13 november 2000 | |   |

## Priser
| Pris                    | Vinnare                         |
| ----------------------- | ------------------------------- |
| Årets genombrott        | Sara Larsson, Malmö FF          |
| Årets nykomling         | Kim Källström, BK Häcken        |
| Årets forward, herr     | Stefan Selakovic, Halmstad BK   |
| Årets mittfältare, herr | Anders Svensson, IF Elfsborg    |
| Årets back, herr        | Michael Svensson, Halmstad BK   |
| Årets målvakt, herr     | Håkan Svensson, Halmstad BK     |
| Årets mål               | Magnus Källander, Örgryte IS    |
| Folkets lirare          | Anders Svensson, IF Elfsborg    |
| Diamantbollen           | Tina Nordlund, Umeå IK          |
| Guldbollen              | Magnus Hedman, Coventry City FC |

## Artister
- Martin Stenmarck